# Vittabotys mediomaculalis
Vittabotys mediomaculalis är en fjärilsart som beskrevs av Munroe och Akira Mutuura 1970. Vittabotys mediomaculalis ingår i släktet Vittabotys och familjen Crambidae. Inga underarter finns listade i Catalogue of Life.